# 明善
明善（穆麟德轉寫：mingšan），中國滿洲鑲黃旗人，中國清朝政府官員，他於1767年接替永泰出任巡視台灣監察御史，該官職滿漢人各一，而滿人的他與朱丕烈為同任御史。

## 延伸阅读
[在维基数据编辑]